# Marianthus mollis
Marianthus mollis là một loài thực vật có hoa trong họ Pittosporaceae. Loài này được (E.M. Benn.) L.W. Cayzer & Crisp mô tả khoa học đầu tiên năm 2004.